# Ceratinella diversa
Ceratinella diversa is een spinnensoort in de taxonomische indeling van de hangmatspinnen (Linyphiidae).
Het dier behoort tot het geslacht Ceratinella. De wetenschappelijke naam van de soort werd voor het eerst geldig gepubliceerd in 1949 door Ralph Vary Chamberlin.